# Convocazioni per la CONCACAF Gold Cup 2025
Elenco dei giocatori convocati da ciascuna nazionale partecipante alla CONCACAF Gold Cup 2025.
Il 19 maggio ogni federazione ha dovuto diramare una lista preliminare, il 5 giugno successivo è scaduto il termine per presentare le liste definitive.

## Gruppo A

### Messico
Il 19 maggio 2025 è stata diramata una lista preliminare di 59 calciatori, il 26 maggio la lista è stata ridotta a 35, il 5 giugno successivo è stata annunciata la lista definitiva.
Commissario tecnico: Javier Aguirre
| N. | Pos. | Giocatore        | Data nascita (età)         | Pres. | Reti | Squadra         |
| -- | ---- | ---------------- | -------------------------- | ----- | ---- | --------------- |
| 1  | P    | Luis Malagón     | 2 marzo 1997 (28 anni)     | 9     | -5   | América         |
| 2  | D    | Jorge Sánchez    | 10 dicembre 1997 (27 anni) | 47    | 2    | Cruz Azul       |
| 3  | D    | César Montes     | 24 febbraio 1997 (28 anni) | 52    | 1    | Lokomotiv Mosca |
| 4  | C    | Edson Álvarez    | 24 ottobre 1997 (27 anni)  | 84    | 5    | West Ham Utd    |
| 5  | D    | Johan Vásquez    | 22 ottobre 1998 (26 anni)  | 31    | 1    | Genoa           |
| 6  | C    | Erik Lira        | 8 maggio 2000 (25 anni)    | 6     | 0    | Cruz Azul       |
| 7  | C    | Gilberto Mora    | 14 ottobre 2008 (16 anni)  | 2     | 0    | Club Tijuana    |
| 8  | C    | Carlos Rodríguez | 3 gennaio 1997 (28 anni)   | 56    | 0    | Cruz Azul       |
| 9  | A    | Raúl Jiménez     | 5 maggio 1991 (34 anni)    | 109   | 39   | Fulham          |
| 10 | A    | Alexis Vega      | 25 novembre 1997 (27 anni) | 36    | 6    | Toluca          |
| 11 | A    | Santiago Giménez | 18 aprile 2001 (24 anni)   | 34    | 4    | Milan           |
| 12 | P    | Raúl Rangel      | 25 febbraio 2000 (25 anni) | 3     | -8   | Guadalajara     |
| 13 | P    | Guillermo Ochoa  | 13 luglio 1985 (39 anni)   | 152   | -154 | AVS             |
| 14 | D    | Marcel Ruiz      | 26 ottobre 2000 (24 anni)  | 1     | 0    | Toluca          |
| 15 | D    | Israel Reyes     | 23 maggio 2000 (25 anni)   | 20    | 2    | América         |
| 16 | A    | Julián Quiñones  | 24 marzo 1997 (28 anni)    | 11    | 2    | Al-Qadsiya      |
| 17 | C    | Orbelín Pineda   | 24 marzo 1996 (29 anni)    | 80    | 11   | AEK Atene       |
| 18 | A    | Ángel Sepúlveda  | 15 febbraio 1991 (34 anni) | 10    | 3    | Cruz Azul       |
| 19 | D    | Jesús Orozco     | 19 febbraio 2002 (23 anni) | 5     | 0    | Cruz Azul       |
| 20 | C    | Efraín Álvarez   | 19 giugno 2002 (22 anni)   | 6     | 1    | Guadalajara     |
| 21 | A    | César Huerta     | 3 dicembre 2000 (24 anni)  | 18    | 3    | Anderlecht      |
| 22 | D    | Julián Araujo    | 13 agosto 2001 (23 anni)   | 14    | 0    | Bournemouth     |
| 23 | D    | Jesús Gallardo   | 15 agosto 1994 (30 anni)   | 102   | 2    | Toluca          |
| 24 | C    | Luis Chávez      | 15 gennaio 1996 (29 anni)  | 39    | 4    | Dinamo Mosca    |
| 25 | C    | Roberto Alvarado | 7 settembre 1998 (26 anni) | 51    | 5    | Guadalajara     |
| 26 | D    | Mateo Chávez     | 12 maggio 2004 (21 anni)   | 1     | 0    | AZ Alkmaar      |

### Costa Rica
Il 19 maggio 2025 è stata diffusa la lista provvisoria di 60 calciatori, il 5 giugno successivo è stata annunciata la lista definitiva.
Commissario tecnico:  Miguel Herrera
| N. | Pos. | Giocatore                   | Data nascita (età)          | Pres. | Reti | Squadra           |
| -- | ---- | --------------------------- | --------------------------- | ----- | ---- | ----------------- |
| 1  | P    | Keylor Navas                | 15 dicembre 1986 (38 anni)  | 115   | -127 | Newell's Old Boys |
| 2  | D    | Santiago van der Putten     | 25 giugno 2004 (20 anni)    | 2     | 0    | Alajuelense       |
| 3  | D    | Jeyland Mitchell            | 29 settembre 2004 (20 anni) | 16    | 1    | Feyenoord         |
| 4  | D    | Juan Pablo Vargas           | 6 giugno 1995 (30 anni)     | 30    | 3    | Millonarios       |
| 5  | D    | Fernán Faerrón              | 22 agosto 2000 (24 anni)    | 6     | 0    | Herediano         |
| 6  | D    | Alexis Gamboa               | 20 marzo 1999 (26 anni)     | 7     | 0    | Alajuelense       |
| 7  | A    | Andy Rojas                  | 5 dicembre 2005 (19 anni)   | 7     | 1    | N.Y. Red Bulls II |
| 8  | D    | Joseph Mora                 | 15 gennaio 1993 (32 anni)   | 15    | 0    | Saprissa          |
| 9  | A    | Manfred Ugalde              | 25 maggio 2002 (23 anni)    | 20    | 6    | Spartak Mosca     |
| 10 | C    | Brandon Aguilera            | 28 giugno 2003 (21 anni)    | 25    | 0    | Rio Ave           |
| 11 | D    | Ariel Lassiter              | 27 settembre 1994 (30 anni) | 29    | 2    | Portland Timbers  |
| 12 | A    | Alonso Martínez             | 15 ottobre 1998 (26 anni)   | 21    | 2    | New York City     |
| 13 | C    | Jefferson Brenes            | 13 aprile 1997 (28 anni)    | 21    | 1    | Saprissa          |
| 14 | C    | Orlando Galo                | 11 agosto 2000 (24 anni)    | 20    | 3    | Rīga              |
| 15 | D    | Francisco Calvo             | 8 luglio 1992 (32 anni)     | 105   | 14   | Hatayspor         |
| 16 | C    | Alejandro Bran              | 5 marzo 2001 (24 anni)      | 16    | 3    | Alajuelense       |
| 17 | A    | Warren Madrigal             | 24 luglio 2004 (20 anni)    | 22    | 3    | Valencia          |
| 18 | P    | Alexandre Lezcano           | 26 agosto 2001 (23 anni)    | 0     | 0    | San Carlos        |
| 19 | A    | Kenneth Vargas              | 17 aprile 2002 (23 anni)    | 12    | 2    | Hearts            |
| 20 | A    | Josimar Méndez              | 19 settembre 2001 (23 anni) | 1     | 0    | San Carlos        |
| 21 | A    | Álvaro Zamora               | 9 marzo 2002 (23 anni)      | 19    | 4    | Arīs Salonicco    |
| 22 | A    | Carlos Mora                 | 18 marzo 2001 (24 anni)     | 11    | 0    | U Craiova         |
| 23 | P    | Patrick Sequeira            | 1º marzo 1999 (26 anni)     | 16    | -10  | Casa Pia          |
| 24 | D    | Guillermo Villalobos Alfaro | 7 giugno 2001 (24 anni)     | 0     | 0    | Alajuelense       |
| 25 | C    | Cristopher Núñez            | 8 dicembre 1997 (27 anni)   | 12    | 0    | Cartaginés        |
| 26 | D    | Kenay Myrie                 | 6 settembre 2006 (18 anni)  | 0     | 0    | Saprissa          |

### Suriname
Il 19 maggio 2025 è stata diramata una lista preliminare di 49 calciatori, il 26 maggio successivo è stata annunciata la lista definitiva.
Commissario tecnico:  Stanley Menzo
| N. | Pos. | Giocatore              | Data nascita (età)          | Pres. | Reti | Squadra         |
| -- | ---- | ---------------------- | --------------------------- | ----- | ---- | --------------- |
| 1  | P    | Warner Hahn            | 15 giugno 1992 (32 anni)    | 24    | -22  | Hammarby        |
| 2  | D    | Anfernee Dijksteel     | 27 ottobre 1996 (28 anni)   | 9     | 0    | Middlesbrough   |
| 3  | D    | Liam van Gelderen      | 23 marzo 2001 (24 anni)     | 7     | 0    | RKC Waalwijk    |
| 4  | D    | Dion Malone            | 13 febbraio 1989 (36 anni)  | 23    | 0    | Karmiōtissa     |
| 5  | D    | Ridgeciano Haps        | 12 giugno 1993 (32 anni)    | 21    | 2    | Venezia         |
| 6  | C    | Immanuel Pherai        | 25 aprile 2001 (24 anni)    | 9     | 1    | Amburgo         |
| 7  | A    | Gyrano Kerk            | 2 dicembre 1995 (29 anni)   | 7     | 1    | Anversa         |
| 8  | C    | Justin Lonwijk         | 21 dicembre 1999 (25 anni)  | 7     | 2    | Viborg          |
| 9  | A    | Richonell Margaret     | 7 luglio 2000 (24 anni)     | 2     | 0    | RKC Waalwijk    |
| 10 | C    | Denzel Jubitana        | 6 maggio 1999 (26 anni)     | 6     | 1    | Atromītos       |
| 11 | A    | Shaquille Stein        | 7 luglio 2000 (24 anni)     | 0     | 0    | Cavalier        |
| 12 | D    | Myenty Abena           | 12 dicembre 1994 (30 anni)  | 22    | 1    | Spartak Mosca   |
| 13 | P    | Jonathan Fonkel        | 15 aprile 2005 (20 anni)    | 0     | 0    | Robinhood       |
| 14 | C    | Jean-Paul Boëtius      | 22 marzo 1994 (31 anni)     | 0     | 0    | Darmstadt       |
| 15 | D    | Yannick Leliendal      | 23 aprile 2002 (23 anni)    | 0     | 0    | Volendam        |
| 16 | C    | Renske Adipi           | 1º agosto 1999 (25 anni)    | 6     | 0    | Robinhood       |
| 17 | D    | Djevencio van der Kust | 30 aprile 2001 (24 anni)    | 12    | 2    | Beerschot VA    |
| 18 | C    | Jayden Turfkruier      | 25 settembre 2002 (22 anni) | 2     | 0    | Telstar         |
| 19 | D    | Shaquille Pinas        | 19 marzo 1998 (27 anni)     | 24    | 3    | Hammarby        |
| 20 | A    | Gleofilo Vlijter       | 17 settembre 1999 (25 anni) | 28    | 15   | OFK Belgrado    |
| 21 | A    | Jaden Montnor          | 9 agosto 2002 (22 anni)     | 8     | 2    | Arīs Limassol   |
| 22 | C    | Kenneth Paal           | 24 giugno 1997 (27 anni)    | 13    | 0    | QPR             |
| 23 | P    | Etienne Vaessen        | 26 luglio 1995 (29 anni)    | 6     | 0    | Groningen       |
| 24 | C    | Dhoraso Klas           | 30 gennaio 2001 (24 anni)   | 6     | 0    | Iberia 1999     |
| 25 | A    | Jamilhio Rigters       | 11 novembre 1999 (25 anni)  | 15    | 3    | Cavalier        |
| 26 | P    | Ishan Kort             | 1º giugno 2000 (25 anni)    | 1     | 0    | Hebăr Pazardžik |

### Repubblica Dominicana
Il 19 maggio 2025 è stata diffusa la lista provvisoria di 60 calciatori, il 5 giugno successivo è stata annunciata la lista definitiva.
Commissario tecnico:  Marcelo Neveleff
| N. | Pos. | Giocatore             | Data nascita (età)          | Pres. | Reti | Squadra            |
| -- | ---- | --------------------- | --------------------------- | ----- | ---- | ------------------ |
| 1  | P    | Miguel Lloyd          | 23 ottobre 1982 (42 anni)   | 53    | -68  | Cibao              |
| 2  | D    | Joao Urbáez           | 24 luglio 2002 (22 anni)    | 9     | 0    | Leganés            |
| 3  | D    | Junior Firpo          | 22 agosto 1996 (28 anni)    | 11    | 4    | Leeds Utd          |
| 4  | D    | Edgar Pujol           | 7 agosto 2004 (20 anni)     | 1     | 0    | Real M. Castilla   |
| 5  | D    | Noah Dollenmayer      | 26 ottobre 1999 (25 anni)   | 3     | 1    | El Paso Locomotive |
| 6  | C    | Pablo Rosario         | 7 gennaio 1997 (28 anni)    | 1     | 0    | Nizza              |
| 7  | A    | Rafael Núñez          | 25 gennaio 2002 (23 anni)   | 12    | 3    | FC Cartagena       |
| 8  | C    | Heinz Mörschel        | 24 agosto 1997 (27 anni)    | 16    | 8    | Vizela             |
| 9  | A    | Mariano Díaz Mejía    | 1º agosto 1993 (31 anni)    | 2     | 2    | svincolato         |
| 10 | C    | Ronaldo Vásquez       | 30 giugno 1999 (25 anni)    | 44    | 7    | Sumqayıt           |
| 11 | A    | Edarlyn Reyes         | 30 settembre 1997 (27 anni) | 35    | 4    | Arsenal Tula       |
| 12 | P    | Xavier Valdez         | 23 novembre 2003 (21 anni)  | 14    | -16  | Nashville          |
| 13 | C    | Edison Azcona         | 21 novembre 2003 (21 anni)  | 13    | 0    | Las Vegas Lights   |
| 14 | C    | Jean Carlos López     | 9 novembre 1993 (31 anni)   | 64    | 7    | Cibao              |
| 15 | D    | Miguel Ángel Beltre   | 12 luglio 2003 (21 anni)    | 4     | 0    | Azuqueca           |
| 16 | C    | Juanca Pineda         | 12 gennaio 2000 (25 anni)   | 12    | 0    | Beroe              |
| 17 | A    | Dorny Romero          | 24 gennaio 1998 (27 anni)   | 39    | 25   | Bolívar            |
| 18 | D    | Jimmy Kaparos         | 25 dicembre 2001 (23 anni)  | 0     | 0    | Rot-Weiss Essen    |
| 19 | A    | Peter González        | 25 luglio 2002 (22 anni)    | 3     | 0    | Getafe             |
| 20 | C    | Lucas Bretón          | 20 novembre 2006 (18 anni)  | 8     | 0    | Atl. Malagueño     |
| 21 | D    | Juan Familia-Castillo | 13 gennaio 2000 (25 anni)   | 3     | 0    | RKC Waalwijk       |
| 22 | P    | Wilkins Geraldo       | 27 maggio 2008 (17 anni)    | 0     | 0    | Rayo Majadahonda   |
| 23 | D    | Luiyi de Lucas        | 31 agosto 1994 (30 anni)    | 24    | 1    | Nea Salamis        |
| 24 | D    | Michael Sambataro     | 4 dicembre 2002 (22 anni)   | 14    | 1    | Cibao              |
| 25 | A    | Erick Japa            | 6 aprile 1999 (26 anni)     | 16    | 2    | UMECIT FC          |
| 26 | C    | Ángel Montes de Oca   | 18 febbraio 2003 (22 anni)  | 5     | 0    | Cibao              |

## Gruppo B

### Canada
19 maggio 2025 è stata diramata una lista preliminare di 60 calciatori, il 5 giugno successivo è stata annunciata la lista definitiva. Il 12 giugno Sam Adekugbe è stato rimpiazzato da Zorhan Bassong a causa di un infortunio.
Commissario tecnico:  Jesse Marsch
| N. | Pos. | Giocatore           | Data nascita (età)          | Pres. | Reti | Squadra              |
| -- | ---- | ------------------- | --------------------------- | ----- | ---- | -------------------- |
| 1  | P    | Dayne St. Clair     | 9 maggio 1997 (28 anni)     | 12    | -15  | Minnesota Utd        |
| 2  | D    | Alistair Johnston   | 8 ottobre 1998 (26 anni)    | 53    | 1    | Celtic               |
| 3  | D    | Zorhan Bassong      | 7 maggio 1999 (26 anni)     | 3     | 0    | Sporting K.C.        |
| 4  | D    | Kamal Miller        | 16 maggio 1997 (28 anni)    | 47    | 0    | Portland Timbers     |
| 5  | D    | Joel Waterman       | 24 gennaio 1996 (29 anni)   | 7     | 0    | CF Montréal          |
| 6  | C    | Mathieu Choinière   | 7 febbraio 1999 (26 anni)   | 13    | 0    | Grasshoppers         |
| 7  | C    | Stephen Eustáquio   | 21 dicembre 1996 (28 anni)  | 50    | 4    | Porto                |
| 8  | C    | Ismaël Koné         | 16 giugno 2002 (22 anni)    | 29    | 3    | Rennes               |
| 9  | A    | Cyle Larin          | 17 aprile 1995 (30 anni)    | 82    | 30   | Maiorca              |
| 10 | A    | Jonathan David      | 14 gennaio 2000 (25 anni)   | 63    | 34   | Lilla                |
| 11 | A    | Daniel Jebbison     | 11 luglio 2003 (21 anni)    | 3     | 0    | Bournemouth          |
| 12 | A    | Tani Oluwaseyi      | 15 maggio 2000 (25 anni)    | 12    | 1    | Minnesota Utd        |
| 13 | D    | Derek Cornelius     | 25 novembre 1997 (27 anni)  | 33    | 0    | Olympique Marsiglia  |
| 14 | C    | Jacob Shaffelburg   | 26 novembre 1999 (25 anni)  | 23    | 6    | Nashville            |
| 15 | D    | Luc de Fougerolles  | 12 ottobre 2005 (19 anni)   | 4     | 0    | Fulham               |
| 16 | P    | Maxime Crépeau      | 11 aprile 1994 (31 anni)    | 25    | -22  | Portland Timbers     |
| 17 | C    | Tajon Buchanan      | 8 febbraio 1999 (26 anni)   | 47    | 5    | Villarreal           |
| 18 | P    | Tom McGill          | 25 marzo 2000 (25 anni)     | 0     | 0    | Brighton             |
| 19 | C    | Nathan-Dylan Saliba | 7 febbraio 2004 (21 anni)   | 3     | 0    | CF Montréal          |
| 20 | C    | Ali Ahmed           | 10 ottobre 2000 (24 anni)   | 15    | 0    | Vancouver Whitecaps  |
| 21 | C    | Jonathan Osorio     | 12 giugno 1992 (33 anni)    | 85    | 9    | Toronto FC           |
| 22 | D    | Richie Laryea       | 7 gennaio 1995 (30 anni)    | 62    | 1    | Toronto FC           |
| 23 | C    | Niko Sigur          | 9 settembre 2003 (21 anni)  | 5     | 0    | Hajduk Spalato       |
| 24 | A    | Promise David       | 3 luglio 2001 (23 anni)     | 1     | 1    | Union Saint-Gilloise |
| 25 | A    | Jayden Nelson       | 26 settembre 2002 (22 anni) | 7     | 2    | Vancouver Whitecaps  |
| 26 | D    | Jamie Knight-Lebel  | 24 dicembre 2004 (20 anni)  | 2     | 0    | Crewe Alexandra      |

### Honduras
Il 19 aggio 2025 è stata diramata una lista preliminare di 59 calciatori, il 5 giugno successivo è stata annunciata la lista definitiva.
Commissario tecnico:  Reinaldo Rueda
| N. | Pos. | Giocatore                     | Data nascita (età)          | Pres. | Reti | Squadra        |
| -- | ---- | ----------------------------- | --------------------------- | ----- | ---- | -------------- |
| 1  | P    | Edrick Menjívar               | 1º marzo 1993 (32 anni)     | 28    | -26  | Olimpia        |
| 2  | D    | Denil Maldonado               | 26 maggio 1998 (27 anni)    | 37    | 1    | U Craiova      |
| 3  | D    | Julián Martínez               | 1º dicembre 2003 (21 anni)  | 4     | 1    | Olimpia        |
| 4  | D    | Luis Vega Villacorta          | 28 febbraio 2001 (24 anni)  | 22    | 1    | Motagua        |
| 5  | C    | Kervin Arriaga                | 5 gennaio 1998 (27 anni)    | 32    | 4    | Real Saragozza |
| 6  | D    | Cristopher Meléndez           | 25 novembre 1997 (27 anni)  | 4     | 0    | Motagua        |
| 7  | A    | José Pinto                    | 27 settembre 1997 (27 anni) | 17    | 3    | Olimpia        |
| 8  | D    | Joseph Rosales                | 6 novembre 2000 (24 anni)   | 21    | 0    | Minnesota Utd  |
| 9  | A    | Anthony Lozano                | 25 aprile 1993 (32 anni)    | 55    | 14   | Santos Laguna  |
| 10 | C    | Alexander López               | 5 giugno 1992 (33 anni)     | 66    | 7    | Olancho        |
| 11 | A    | Jorge Benguché                | 21 maggio 1996 (29 anni)    | 20    | 5    | Olimpia        |
| 12 | A    | Romell Quioto                 | 9 agosto 1991 (33 anni)     | 69    | 16   | Al-Arabi Saudi |
| 13 | C    | Carlos Mejía                  | 19 febbraio 2000 (25 anni)  | 5     | 0    | Motagua        |
| 14 | A    | Alexy Vega                    | 16 settembre 1996 (28 anni) | 4     | 0    | Marathón       |
| 15 | D    | Getsel Montes                 | 23 giugno 1996 (28 anni)    | 0     | 0    | Herediano      |
| 16 | C    | Edwin Rodríguez               | 25 settembre 1999 (25 anni) | 38    | 6    | Olimpia        |
| 17 | A    | Luis Palma                    | 17 gennaio 2000 (25 anni)   | 20    | 5    | Olympiacos     |
| 18 | A    | Dixon Ramírez                 | 15 aprile 2001 (24 anni)    | 0     | 0    | Real España    |
| 19 | C    | Carlos Pineda                 | 23 settembre 1997 (27 anni) | 17    | 0    | Olimpia        |
| 20 | C    | Deybi Flores                  | 16 giugno 1996 (28 anni)    | 46    | 1    | Toronto FC     |
| 21 | A    | Justin Arboleda               | 18 settembre 1991 (33 anni) | 5     | 0    | Olimpia        |
| 22 | P    | Luis López Fernández          | 13 settembre 1993 (31 anni) | 57    | -81  | Real España    |
| 23 | C    | Jorge Álvarez                 | 29 gennaio 1998 (27 anni)   | 30    | 1    | Olimpia        |
| 24 | D    | José Raúl García              | 13 marzo 2004 (21 anni)     | 3     | 0    | Lobos UPNFM    |
| 25 | P    | Marlon Licona                 | 9 febbraio 1991 (34 anni)   | 2     | -1   | Motagua        |
| 26 | D    | Luis Santamaría Crisanto Peña | 1º marzo 2005 (20 anni)     | 0     | 0    | Juticalpa      |

### El Salvador
Il 19 maggio 2025 è stata diramata una lista preliminare di 36 calciatori, il 5 giugno successivo è stata annunciata la lista definitiva.
Commissario tecnico:  Hernán Darío Gómez
| N. | Pos. | Giocatore              | Data nascita (età)         | Pres. | Reti | Squadra          |
| -- | ---- | ---------------------- | -------------------------- | ----- | ---- | ---------------- |
| 1  | P    | Mario González         | 20 maggio 1997 (28 anni)   | 44    | -46  | Alianza          |
| 2  | D    | Julio Sibrián          | 17 luglio 1996 (28 anni)   | 13    | 0    | Águila           |
| 3  | D    | Roberto Domínguez      | 9 maggio 1997 (28 anni)    | 64    | 1    | Isidro Metapán   |
| 4  | D    | Jorge Antonio Cruz     | 14 gennaio 2000 (25 anni)  | 14    | 0    | FAS              |
| 5  | D    | Diego Alejandro Flores | 1º luglio 2001 (23 anni)   | 7     | 1    | Luis Ángel Firpo |
| 6  | A    | Steven Guerra          | 12 marzo 2005 (20 anni)    | 3     | 0    | Isidro Metapán   |
| 7  | A    | Darwin Cerén           | 31 dicembre 1989 (35 anni) | 100   | 5    | Águila           |
| 8  | C    | Brayan Landaverde      | 27 maggio 1995 (30 anni)   | 26    | 1    | Luis Ángel Firpo |
| 9  | A    | Brayan Gil             | 28 giugno 2001 (23 anni)   | 11    | 3    | Baltika          |
| 10 | C    | Enrico Dueñas          | 23 febbraio 2001 (24 anni) | 17    | 1    | TOP Oss          |
| 11 | A    | Josué Rivera Arévalo   | 9 marzo 1999 (26 anni)     | 0     | 0    | Isidro Metapán   |
| 12 | A    | Santos Ortíz           | 22 gennaio 1990 (35 anni)  | 16    | 1    | Águila           |
| 13 | C    | Alexander Larín        | 27 giugno 1992 (32 anni)   | 84    | 7    | Águila           |
| 14 | A    | Rafael Tejada          | 12 marzo 2003 (22 anni)    | 7     | 2    | FAS              |
| 15 | C    | Jefferson Valladares   | 8 dicembre 2002 (22 anni)  | 4     | 0    | Municipal Limeño |
| 16 | D    | Henry Romero           | 17 ottobre 1991 (33 anni)  | 25    | 1    | Alianza          |
| 17 | C    | Jairo Henríquez        | 31 agosto 1993 (31 anni)   | 51    | 5    | Águila           |
| 18 | P    | Kevin Carabantes       | 6 febbraio 1993 (32 anni)  | 7     | -9   | FAS              |
| 19 | A    | Emerson Mauricio       | 27 agosto 2002 (22 anni)   | 6     | 2    | Alianza          |
| 20 | C    | Harold Osorio          | 20 agosto 2003 (21 anni)   | 3     | 0    | Chicago Fire     |
| 21 | D    | Bryan Tamacas          | 21 febbraio 1995 (30 anni) | 79    | 3    | FAS              |
| 22 | P    | Benji Villalobos       | 18 luglio 1988 (36 anni)   | 19    | -25  | Águila           |
| 23 | C    | Melvin Cartagena       | 30 luglio 1999 (25 anni)   | 19    | 0    | Isidro Metapán   |
| 24 | A    | Brandon Ramírez        | 5 settembre 2008 (16 anni) | 1     | 1    | Turín FESA       |
| 25 | C    | Elvin Alvarado         | 23 agosto 1998 (26 anni)   | 2     | 0    | Isidro Metapán   |
| 26 | D    | Mauricio Cerritos      | 17 ottobre 2003 (21 anni)  | 0     | 0    | Luis Ángel Firpo |

### Curaçao
Il 19 maggio 2025 è stata diramata una lista preliminare di 43 calciatori,, il 5 giugno successivo è stata annunciata la lista definitiva.
Commissario tecnico:  Dick Advocaat
| N. | Pos. | Giocatore           | Data nascita (età)          | Pres. | Reti | Squadra           |
| -- | ---- | ------------------- | --------------------------- | ----- | ---- | ----------------- |
| 1  | P    | Eloy Room           | 6 febbraio 1989 (36 anni)   | 56    | -55  | Cercle Bruges     |
| 2  | D    | Cuco Martina        | 25 settembre 1989 (35 anni) | 66    | 1    | Victory Boys      |
| 3  | D    | Juriën Gaari        | 23 dicembre 1993 (31 anni)  | 47    | 1    | Al-Hazem          |
| 4  | D    | Roshon van Eijma    | 9 giugno 1998 (27 anni)     | 16    | 0    | RKC Waalwijk      |
| 5  | D    | Sherel Floranus     | 23 agosto 1998 (26 anni)    | 15    | 0    | PEC Zwolle        |
| 6  | C    | Godfried Roemeratoe | 19 agosto 1999 (25 anni)    | 16    | 1    | RKC Waalwijk      |
| 7  | C    | Juninho Bacuna      | 7 agosto 1997 (27 anni)     | 37    | 12   | Al-Wahda          |
| 8  | C    | Livano Comenencia   | 3 febbraio 2004 (21 anni)   | 6     | 0    | Juventus Next Gen |
| 9  | A    | Jürgen Locadia      | 7 novembre 1993 (31 anni)   | 3     | 1    | Intercity         |
| 10 | C    | Leandro Bacuna      | 21 agosto 1991 (33 anni)    | 59    | 15   | Groningen         |
| 11 | A    | Jeremy Antonisse    | 29 marzo 2002 (23 anni)     | 14    | 1    | Moreirense        |
| 12 | C    | Rayvien Rosario     | 11 aprile 2004 (21 anni)    | 2     | 0    | Excelsior         |
| 13 | A    | Joshua Zimmerman    | 23 maggio 2001 (24 anni)    | 10    | 1    | TOP Oss           |
| 14 | A    | Kenji Gorré         | 29 settembre 1994 (30 anni) | 28    | 3    | Umm-Salal         |
| 15 | D    | Ar'jany Martha      | 4 settembre 2003 (21 anni)  | 5     | 0    | Beerschot VA      |
| 16 | A    | Jearl Margaritha    | 10 aprile 2000 (25 anni)    | 11    | 4    | Phoenix Rising    |
| 17 | A    | Brandley Kuwas      | 19 settembre 1992 (32 anni) | 29    | 2    | Volendam          |
| 18 | A    | Rangelo Janga       | 16 aprile 1992 (33 anni)    | 42    | 21   | Eindhoven         |
| 19 | A    | Gervane Kastaneer   | 9 giugno 1996 (29 anni)     | 18    | 8    | Persib            |
| 20 | D    | Joshua Brenet       | 20 marzo 1994 (31 anni)     | 10    | 1    | Al-Rayyan         |
| 21 | C    | Kevin Felida        | 11 novembre 1999 (25 anni)  | 16    | 0    | RKC Waalwijk      |
| 22 | P    | Tyrick Bodak        | 15 maggio 2002 (23 anni)    | 4     | -8   | Telstar           |
| 23 | P    | Trevor Doornbusch   | 6 luglio 1999 (25 anni)     | 6     | -8   | VVV-Venlo         |
| 24 | D    | Tyrique Mercera     | 19 dicembre 2003 (21 anni)  | 1     | 0    | Cambuur           |

## Gruppo C

### Panama
Il 19 maggio 2025 è stata diramata una lista preliminare di 60 calciatori, il 5 giugno successivo è stata annunciata la lista definitiva. L'11 giugno José Fajardo e Cecilio Waterman sono stati rimpiazzati da Gustavo Herrera e Kahiser Lenis a causa di un infortunio.
Commissario tecnico:  Thomas Christiansen
| N. | Pos. | Giocatore               | Data nascita (età)          | Pres. | Reti | Squadra              |
| -- | ---- | ----------------------- | --------------------------- | ----- | ---- | -------------------- |
| 1  | P    | Luis Mejía              | 16 marzo 1991 (34 anni)     | 55    | -62  | Nacional             |
| 2  | D    | César Blackman          | 2 aprile 1998 (27 anni)     | 31    | 2    | Slovan Bratislava    |
| 3  | D    | José Córdoba            | 3 giugno 2001 (24 anni)     | 24    | 0    | Norwich City         |
| 4  | D    | Fidel Escobar           | 9 gennaio 1995 (30 anni)    | 85    | 4    | Saprissa             |
| 5  | D    | Edgardo Fariña          | 21 settembre 2001 (23 anni) | 12    | 0    | Chimki               |
| 6  | C    | Cristian Jesús Martínez | 6 febbraio 1997 (28 anni)   | 52    | 1    | Ironi K. Shmona      |
| 7  | C    | José Luis Rodríguez     | 19 giugno 1998 (26 anni)    | 56    | 7    | Juárez               |
| 8  | C    | Víctor Griffith         | 12 dicembre 2000 (24 anni)  | 10    | 0    | St. Johnstone        |
| 9  | A    | Eduardo Guerrero        | 21 febbraio 2000 (25 anni)  | 18    | 2    | Dinamo Kiev          |
| 10 | A    | Ismael Díaz             | 12 maggio 1997 (28 anni)    | 44    | 9    | Universidad Católica |
| 11 | A    | Azarías Londoño         | 21 giugno 2001 (23 anni)    | 5     | 0    | Universidad Católica |
| 12 | P    | JD Gunn                 | 24 gennaio 2000 (25 anni)   | 0     | 0    | N.E. Revolution II   |
| 13 | C    | Janpol Morales          | 22 giugno 1998 (26 anni)    | 4     | 0    | Macará               |
| 14 | D    | Carlos Harvey           | 3 febbraio 2000 (25 anni)   | 14    | 1    | Minnesota Utd        |
| 15 | D    | Eric Davis              | 31 marzo 1991 (34 anni)     | 94    | 7    | Vila Nova            |
| 16 | D    | Andrés Andrade Cedeño   | 16 ottobre 1998 (26 anni)   | 36    | 1    | LASK                 |
| 17 | A    | Kahiser Lenis           | 23 luglio 2001 (23 anni)    | 10    | 2    | Jaguares             |
| 18 | A    | Gustavo Herrera         | 18 novembre 2005 (19 anni)  | 1     | 0    | Puebla               |
| 19 | D    | Iván Anderson           | 24 novembre 1997 (27 anni)  | 13    | 1    | Marathón             |
| 20 | C    | Aníbal Godoy            | 10 febbraio 1990 (35 anni)  | 148   | 4    | San Diego            |
| 21 | C    | César Yanis             | 28 gennaio 1996 (29 anni)   | 50    | 4    | Cobresal             |
| 22 | P    | Orlando Mosquera        | 25 dicembre 1994 (30 anni)  | 34    | -44  | Al-Fayha             |
| 23 | D    | Michael Murillo         | 11 febbraio 1996 (29 anni)  | 82    | 9    | Olympique Marsiglia  |
| 24 | A    | Tomás Rodríguez         | 9 marzo 1999 (26 anni)      | 5     | 0    | Monagas              |
| 25 | C    | Edward Cedeño           | 5 luglio 2003 (21 anni)     | 1     | 0    | Tarazona             |
| 26 | D    | Jorge Gutiérrez         | 1º settembre 1998 (26 anni) | 6     | 0    | Dep. La Guaira       |

### Giamaica
Il 19 maggio 2025 è stata diramata una lista preliminare di 60 calciatori, il 5 giugno successivo è stata annunciata la lista definitiva.
Commissario tecnico:  Steve McClaren
| N. | Pos. | Giocatore          | Data nascita (età)          | Pres. | Reti | Squadra            |
| -- | ---- | ------------------ | --------------------------- | ----- | ---- | ------------------ |
| 1  | P    | Andre Blake        | 21 novembre 1990 (34 anni)  | 85    | -99  | Philadelphia Union |
| 2  | D    | Dexter Lembikisa   | 4 novembre 2003 (21 anni)   | 27    | 1    | Barnsley           |
| 3  | D    | Amari'i Bell       | 5 maggio 1994 (31 anni)     | 25    | 1    | Luton Town         |
| 4  | D    | Mason Holgate      | 22 ottobre 1996 (28 anni)   | 7     | 0    | West Bromwich      |
| 5  | D    | Ethan Pinnock      | 29 maggio 1993 (32 anni)    | 19    | 0    | Brentford          |
| 6  | D    | Richard King       | 27 novembre 2001 (23 anni)  | 29    | 1    | Cavalier           |
| 7  | A    | Leon Bailey        | 9 agosto 1997 (27 anni)     | 36    | 6    | Aston Villa        |
| 8  | C    | Kasey Palmer       | 9 novembre 1996 (28 anni)   | 17    | 1    | Hull City          |
| 9  | A    | Kaheim Dixon       | 4 ottobre 2004 (20 anni)    | 16    | 3    | Charlton           |
| 10 | A    | Rumarn Burrell     | 16 dicembre 2000 (24 anni)  | 3     | 1    | Burton Albion      |
| 11 | A    | Demarai Gray       | 28 giugno 1996 (28 anni)    | 24    | 7    | Al-Ettifaq         |
| 12 | C    | Dwayne Atkinson    | 5 maggio 2002 (23 anni)     | 5     | 0    | Cavalier           |
| 13 | P    | Shaquan Davis      | 11 novembre 2000 (24 anni)  | 3     | -4   | Mount Pleasant     |
| 14 | C    | Isaac Hayden       | 22 marzo 1995 (30 anni)     | 7     | 0    | Portsmouth         |
| 15 | C    | Joël Latibeaudiere | 6 gennaio 2000 (25 anni)    | 26    | 0    | Coventry City      |
| 16 | A    | Warner Brown       | 19 agosto 2002 (22 anni)    | 6     | 4    | Arnett Gardens     |
| 17 | D    | Damion Lowe        | 5 maggio 1993 (32 anni)     | 73    | 3    | Al-Okhdood         |
| 18 | C    | Jon Russell        | 9 ottobre 2000 (24 anni)    | 8     | 3    | Barnsley           |
| 19 | D    | Kyle Ming          | 25 gennaio 1999 (26 anni)   | 5     | 0    | Mount Pleasant     |
| 20 | A    | Renaldo Cephas     | 8 ottobre 1999 (25 anni)    | 18    | 1    | Ankaragücü         |
| 21 | A    | Romario Williams   | 15 agosto 1994 (30 anni)    | 24    | 4    | Indy Eleven        |
| 22 | C    | Greg Leigh         | 30 settembre 1994 (30 anni) | 25    | 1    | Oxford Utd         |
| 23 | P    | Jahmali Waite      | 24 dicembre 1998 (26 anni)  | 15    | -16  | El Paso Locomotive |
| 24 | A    | Tyreece Campbell   | 14 settembre 2003 (21 anni) | 1     | 0    | Charlton           |
| 25 | A    | Bobby Reid         | 2 febbraio 1993 (32 anni)   | 38    | 6    | Leicester City     |
| 26 | A    | Michail Antonio    | 28 marzo 1990 (35 anni)     | 21    | 5    | West Ham Utd       |

### Guatemala
Il 19 maggio 2025 è stata diramata una lista preliminare di 60 calciatori, il 5 giugno successivo è stata annunciata la lista definitiva.
Commissario tecnico:  Luis Fernando Tena
| N. | Pos. | Giocatore                 | Data nascita (età)          | Pres. | Reti | Squadra             |
| -- | ---- | ------------------------- | --------------------------- | ----- | ---- | ------------------- |
| 1  | P    | Nicholas Hagen            | 2 agosto 1996 (28 anni)     | 47    | -44  | Columbus Crew       |
| 2  | D    | José Ardón                | 20 gennaio 2000 (25 anni)   | 35    | 1    | Antigua GFC         |
| 3  | D    | Nicolás Samayoa           | 2 agosto 1995 (29 anni)     | 26    | 1    | FC Politehnica Iași |
| 4  | D    | José Carlos Pinto         | 16 giugno 1993 (31 anni)    | 66    | 3    | Comunicaciones      |
| 5  | C    | José Rosales              | 24 giugno 1993 (31 anni)    | 10    | 1    | Antigua GFC         |
| 6  | A    | Erick Lemus               | 5 febbraio 2001 (24 anni)   | 2     | 1    | Comunicaciones      |
| 7  | D    | Aaron Herrera             | 6 giugno 1997 (28 anni)     | 13    | 0    | D.C. United         |
| 8  | C    | Rodrigo Saravia           | 22 febbraio 1993 (32 anni)  | 57    | 0    | Municipal           |
| 9  | A    | Rubio Rubin               | 1º marzo 1996 (29 anni)     | 30    | 11   | Charleston Battery  |
| 10 | C    | Pedro Altán               | 4 giugno 1997 (28 anni)     | 30    | 3    | Municipal           |
| 11 | A    | Rudy Muñoz                | 6 febbraio 2005 (20 anni)   | 3     | 0    | Municipal           |
| 12 | P    | Kenderson Navarro         | 25 febbraio 2002 (23 anni)  | 3     | -2   | Municipal           |
| 13 | D    | Stheven Robles            | 12 novembre 1995 (29 anni)  | 33    | 2    | Comunicaciones      |
| 14 | A    | Darwin Lom                | 14 luglio 1997 (27 anni)    | 37    | 12   | Municipal           |
| 15 | A    | Damian Rivera             | 8 dicembre 2002 (22 anni)   | 0     | 0    | Phoenix Rising      |
| 16 | D    | José Morales              | 3 dicembre 1996 (28 anni)   | 38    | 3    | Municipal           |
| 17 | C    | Óscar Antonio Castellanos | 18 gennaio 2000 (25 anni)   | 49    | 3    | Antigua GFC         |
| 18 | A    | Oscar Santis              | 25 marzo 1999 (26 anni)     | 41    | 12   | Antigua GFC         |
| 19 | A    | Arquímides Ordóñez        | 5 agosto 2003 (21 anni)     | 2     | 0    | Zimbru Chișinău     |
| 20 | A    | Olger Escobar             | 11 settembre 2006 (18 anni) | 7     | 1    | CF Montréal         |
| 21 | P    | Luis Morán                | 31 maggio 1996 (29 anni)    | 0     | 0    | Antigua GFC         |
| 22 | C    | Jonathan Franco           | 26 luglio 2003 (21 anni)    | 14    | 0    | Municipal           |
| 23 | A    | Elmer Cardoza             | 29 luglio 2002 (22 anni)    | 14    | 0    | Xelajú MC           |
| 24 | D    | Carlos Aguilar            | 25 ottobre 2006 (18 anni)   | 2     | 0    | Dep. Malacateco     |
| 25 | C    | Kevin Ramírez             | 1º agosto 2002 (22 anni)    | 2     | 0    | Dep. Malacateco     |
| 26 | C    | Matthew Evans             | 25 maggio 2006 (19 anni)    | 2     | 0    | Los Angeles FC      |

### Guadalupa
Il 19 maggio 2025 è stata diramata una lista preliminare di 55 calciatori, il 5 giugno successivo è stata annunciata la lista definitiva.
Commissario tecnico: Jocelyn Angloma
| N. | Pos. | Giocatore           | Data nascita (età)          | Pres. | Reti | Squadra             |
| -- | ---- | ------------------- | --------------------------- | ----- | ---- | ------------------- |
| 1  | P    | Rubens Adélaïde     | 15 dicembre 1998 (26 anni)  | 1     | 0    | Chambly             |
| 2  | D    | Zoran Moco          | 27 giugno 2003 (21 anni)    | 5     | 0    | Digione             |
| 3  | C    | Alexandre Arenate   | 20 luglio 1995 (29 anni)    | 9     | 0    | Jeunesse Esch       |
| 4  | D    | Jérôme Roussillon   | 6 gennaio 1993 (32 anni)    | 15    | 2    | Union Berlino       |
| 5  | D    | Nathanaël Saintini  | 30 maggio 2000 (25 anni)    | 17    | 0    | Martigues           |
| 6  | C    | Anthony Baron       | 29 dicembre 1992 (32 anni)  | 34    | 2    | Servette            |
| 7  | C    | Noah Cadiou         | 26 ottobre 1998 (26 anni)   | 3     | 0    | Rodez               |
| 8  | C    | Ange-Freddy Plumain | 2 marzo 1995 (30 anni)      | 22    | 8    | Nea Salamis         |
| 9  | A    | Thierry Ambrose     | 28 marzo 1997 (28 anni)     | 17    | 5    | Kortrijk            |
| 10 | A    | Matthias Phaeton    | 8 gennaio 2000 (25 anni)    | 31    | 11   | CSKA Sofia          |
| 11 | A    | Taïryk Arconte      | 12 novembre 2003 (21 anni)  | 5     | 3    | Pau                 |
| 12 | C    | Junior Senneville   | 31 gennaio 1991 (34 anni)   | 11    | 0    | Dunkerque           |
| 13 | A    | Florian David       | 16 novembre 1992 (32 anni)  | 10    | 4    | Swift Hesperange    |
| 14 | A    | Kilian Bevis        | 13 febbraio 1998 (27 anni)  | 11    | 1    | Radnički Kragujevac |
| 15 | D    | Dimitri Cavaré      | 5 febbraio 1995 (30 anni)   | 12    | 0    | Ümraniyespor        |
| 16 | P    | Brice Cognard       | 26 aprile 1990 (35 anni)    | 8     | -3   | Châteauroux         |
| 17 | A    | Kenny Mixtur        | 9 ottobre 2003 (21 anni)    | 4     | 1    | Villefranche        |
| 18 | C    | Jordan Leborgne     | 29 settembre 1995 (29 anni) | 16    | 2    | Quevilly-Rouen      |
| 19 | D    | Méddy Lina          | 11 gennaio 1986 (39 anni)   | 32    | 0    | Jeunesse            |
| 20 | A    | Raphael Mirval      | 4 maggio 1996 (29 anni)     | 23    | 11   | Baie-Mahault        |
| 21 | D    | Keyvan Beaumont     | 18 luglio 2005 (19 anni)    | 3     | 0    | La Gauloise         |
| 22 | A    | Vikash Tillé        | 26 novembre 1997 (27 anni)  | 19    | 3    | Moulien             |
| 23 | P    | Davy Rouyard        | 17 agosto 1999 (25 anni)    | 13    | -12  | Bordeaux            |
| 24 | C    | Johan Angloma       | 18 ottobre 1993 (31 anni)   | 3     | 0    | Étoile de Morne     |
| 25 | D    | Christopher Jullien | 22 marzo 1993 (32 anni)     | 0     | 0    | Montpellier         |
| 26 | D    | Yvann Maçon         | 1º ottobre 1998 (26 anni)   | 0     | 0    | Saint-Étienne       |

## Gruppo D

### Stati Uniti
Il 19 maggio 2025 è stata diramata una lista preliminare di 60 calciatori, il 5 giugno successivo è stata annunciata la lista definitiva.
Commissario tecnico:  Mauricio Pochettino
| N. | Pos. | Giocatore           | Data nascita (età)          | Pres. | Reti | Squadra             |
| -- | ---- | ------------------- | --------------------------- | ----- | ---- | ------------------- |
| 1  | P    | Matt Turner         | 24 giugno 1994 (30 anni)    | 51    | -39  | Crystal Palace      |
| 2  | D    | John Tolkin         | 31 luglio 2002 (22 anni)    | 4     | 0    | Holstein Kiel       |
| 3  | D    | Chris Richards      | 28 marzo 2000 (25 anni)     | 51    | 0    | Crystal Palace      |
| 4  | C    | Tyler Adams         | 14 febbraio 1999 (26 anni)  | 44    | 2    | Bournemouth         |
| 5  | D    | Walker Zimmerman    | 19 maggio 1993 (32 anni)    | 43    | 3    | Nashville           |
| 6  | C    | Jack McGlynn        | 7 luglio 2003 (21 anni)     | 4     | 1    | Houston Dynamo      |
| 7  | C    | Quinn Sullivan      | 27 marzo 2004 (21 anni)     | 0     | 0    | Philadelphia Union  |
| 8  | C    | Sebastian Berhalter | 10 maggio 2001 (24 anni)    | 0     | 0    | Vancouver Whitecaps |
| 9  | A    | Damion Downs        | 6 luglio 2004 (20 anni)     | 0     | 0    | Colonia             |
| 10 | C    | Diego Luna          | 7 settembre 2003 (21 anni)  | 4     | 0    | Real Salt Lake      |
| 11 | C    | Brenden Aaronson    | 22 ottobre 2000 (24 anni)   | 47    | 8    | Leeds Utd           |
| 12 | D    | Miles Robinson      | 14 marzo 1997 (28 anni)     | 24    | 1    | FC Cincinnati       |
| 13 | D    | Tim Ream            | 5 ottobre 1987 (37 anni)    | 68    | 1    | Charlotte FC        |
| 14 | C    | Luca de la Torre    | 23 maggio 1998 (27 anni)    | 24    | 1    | San Diego           |
| 15 | C    | Johnny Cardoso      | 20 settembre 2001 (23 anni) | 18    | 0    | Betis               |
| 16 | D    | Alex Freeman        | 9 agosto 2004 (20 anni)     | 0     | 0    | Orlando City        |
| 17 | C    | Malik Tillman       | 28 maggio 2002 (23 anni)    | 17    | 0    | PSV                 |
| 18 | D    | Maximilian Arfsten  | 19 aprile 2001 (24 anni)    | 3     | 0    | Columbus Crew       |
| 19 | A    | Haji Wright         | 27 marzo 1998 (27 anni)     | 15    | 4    | Coventry City       |
| 20 | D    | Nathan Harriel      | 23 aprile 2001 (24 anni)    | 0     | 0    | Philadelphia Union  |
| 21 | A    | Paxten Aaronson     | 26 agosto 2003 (21 anni)    | 1     | 0    | Utrecht             |
| 22 | D    | Mark McKenzie       | 25 febbraio 1999 (26 anni)  | 19    | 0    | Tolosa              |
| 23 | A    | Brian White         | 3 febbraio 1996 (29 anni)   | 4     | 1    | Vancouver Whitecaps |
| 24 | A    | Patrick Agyemang    | 7 novembre 2000 (24 anni)   | 4     | 3    | Charlotte FC        |
| 25 | P    | Matt Freese         | 2 settembre 1998 (26 anni)  | 0     | 0    | New York City       |
| 26 | P    | Chris Brady         | 3 marzo 2004 (21 anni)      | 0     | 0    | Chicago Fire        |

### Haiti
Il 19 maggio 2025 è stata diramata una lista preliminare di 43 calciatori, il 5 giugno successivo è stata annunciata la lista definitiva.
Commissario tecnico:  Sébastien Migné
| N. | Pos. | Giocatore            | Data nascita (età)         | Pres. | Reti | Squadra                      |
| -- | ---- | -------------------- | -------------------------- | ----- | ---- | ---------------------------- |
| 1  | P    | Johny Placide        | 29 gennaio 1988 (37 anni)  | 70    | -85  | Bastia                       |
| 2  | D    | Carlens Arcus        | 28 giugno 1996 (28 anni)   | 39    | 1    | Angers                       |
| 3  | D    | Francois Dulysse     | 13 aprile 1999 (26 anni)   | 10    | 0    | Egnatia                      |
| 4  | D    | Ricardo Adé          | 21 maggio 1990 (35 anni)   | 41    | 2    | LDU Quito                    |
| 5  | C    | Daniel Saint-Fleur   | 13 ottobre 1999 (25 anni)  | 0     | 0    | Real Hope FA                 |
| 6  | D    | Garven Metusala      | 31 dicembre 1999 (25 anni) | 11    | 0    | Colorado Springs Switchbacks |
| 7  | C    | Fabrice Picault      | 23 febbraio 1991 (34 anni) | 12    | 1    | Inter Miami                  |
| 8  | D    | Martin Experiénce    | 9 marzo 1999 (26 anni)     | 8     | 0    | Nancy                        |
| 9  | A    | Duckens Nazon        | 7 aprile 1994 (31 anni)    | 60    | 37   | Kayserispor                  |
| 10 | C    | Louicius Don Deedson | 11 febbraio 2001 (24 anni) | 14    | 5    | Odense                       |
| 11 | C    | Dany Jean            | 28 novembre 2002 (22 anni) | 9     | 1    | Torreense                    |
| 12 | P    | Alexandre Pierre     | 25 febbraio 2001 (24 anni) | 12    | -9   | Sochaux                      |
| 13 | D    | Duke Lacroix         | 14 ottobre 1993 (31 anni)  | 5     | 1    | Colorado Springs Switchbacks |
| 14 | C    | Leverton Pierre      | 9 marzo 1998 (27 anni)     | 20    | 0    | Châteauroux                  |
| 15 | A    | Mikaël Cantave       | 25 ottobre 1996 (28 anni)  | 17    | 4    | Vancouver FC                 |
| 16 | A    | Mondy Prunier        | 22 dicembre 1999 (25 anni) | 14    | 7    | Francs Borains               |
| 17 | C    | Danley Jean Jacques  | 20 maggio 2000 (25 anni)   | 14    | 3    | Philadelphia Union           |
| 18 | A    | Ruben Providence     | 7 luglio 2001 (23 anni)    | 1     | 0    | Almere City                  |
| 19 | C    | Belmar Joseph        | 13 ottobre 2005 (19 anni)  | 3     | 0    | Sion                         |
| 20 | A    | Frantzdy Pierrot     | 29 marzo 1995 (30 anni)    | 33    | 24   | AEK Atene                    |
| 21 | C    | Christopher Attys    | 13 marzo 2001 (24 anni)    | 6     | 0    | Triestina                    |
| 22 | D    | Jean-Kévin Duverne   | 12 luglio 1997 (27 anni)   | 5     | 1    | Kortrijk                     |
| 23 | P    | Garissone Innocent   | 16 aprile 2000 (25 anni)   | 2     | -3   | Riteriai                     |
| 24 | D    | Wilguens Paugain     | 24 agosto 2001 (23 anni)   | 1     | 0    | Zulte Waregem                |
| 25 | A    | Téo James Michel     | 3 maggio 2004 (21 anni)    | 0     | 0    | Châteauroux                  |

### Trinidad and Tobago
Il 19 maggio 2025 è stata diramata una lista preliminare di 54 calciatori, il 5 giugno successivo è stata annunciata la lista definitiva.
Commissario tecnico: Dwight Yorke
| N. | Pos. | Giocatore           | Data nascita (età)          | Pres. | Reti | Squadra                 |
| -- | ---- | ------------------- | --------------------------- | ----- | ---- | ----------------------- |
| 1  | P    | Marvin Phillip      | 1º agosto 1984 (40 anni)    | 92    | -121 | Port of Spain           |
| 2  | D    | Darnell Hospedales  | 13 marzo 1999 (26 anni)     | 4     | 0    | Montego Bay Utd         |
| 3  | D    | Joevin Jones        | 3 agosto 1991 (33 anni)     | 95    | 14   | Police                  |
| 4  | D    | Josiah Trimmingham  | 14 dicembre 1996 (28 anni)  | 10    | 1    | Montego Bay Utd         |
| 5  | D    | Isaiah Garcia       | 22 aprile 1998 (27 anni)    | 8     | 0    | Defence Force           |
| 6  | D    | André Raymond       | 9 novembre 2000 (24 anni)   | 12    | 0    | Dunfermline             |
| 7  | C    | Steffen Yeates      | 4 gennaio 2000 (25 anni)    | 6     | 1    | York Utd                |
| 8  | C    | Daniel Phillips     | 18 gennaio 2001 (24 anni)   | 16    | 0    | Stevenage               |
| 9  | C    | Nathaniel James     | 17 giugno 2004 (20 anni)    | 12    | 4    | Portland Hearts of Pine |
| 10 | C    | Kevin Molino        | 17 giugno 1990 (34 anni)    | 65    | 25   | Defence Force           |
| 11 | C    | Levi García         | 20 novembre 1997 (27 anni)  | 43    | 8    | Spartak Mosca           |
| 12 | A    | Isaiah Lee          | 21 settembre 1999 (25 anni) | 12    | 3    | La Horquetta Rangers    |
| 13 | A    | Tyrese Spicer       | 4 dicembre 2000 (24 anni)   | 2     | 0    | Toronto FC              |
| 14 | C    | Wayne Frederick     | 13 giugno 2004 (21 anni)    | 0     | 0    | Colorado Rapids         |
| 15 | A    | Dante Sealy         | 17 aprile 2003 (22 anni)    | 0     | 0    | CF Montréal             |
| 16 | D    | Alvin Jones         | 9 luglio 1994 (30 anni)     | 58    | 6    | Real Sociedad           |
| 17 | A    | Rio Cardines        | 7 gennaio 2006 (19 anni)    | 1     | 0    | Crystal Palace          |
| 18 | C    | Andre Rampersad     | 2 febbraio 1995 (30 anni)   | 20    | 1    | HFX Wanderers           |
| 19 | C    | Ajani Fortune       | 30 dicembre 2002 (22 anni)  | 10    | 1    | Atlanta United          |
| 20 | C    | Real Gill           | 23 gennaio 2003 (22 anni)   | 13    | 2    | Huntsville City         |
| 21 | P    | Jabari St. Hillaire | 19 novembre 1999 (25 anni)  | 3     | -6   | Defence Force           |
| 22 | P    | Denzil Smith        | 12 ottobre 1999 (25 anni)   | 18    | -24  | AV Alta                 |
| 23 | A    | Kaihim Thomas       | 8 febbraio 2003 (22 anni)   | 4     | 0    | Defence Force           |
| 24 | A    | Isaiah Leacock      | 11 novembre 1999 (25 anni)  | 1     | 1    | Defence Force           |
| 25 | D    | Sheldon Bateau      | 29 gennaio 1991 (34 anni)   | 56    | 5    | KSK Beveren             |
| 26 | D    | Noah Powder         | 27 ottobre 1998 (26 anni)   | 28    | 2    | Westchester             |

### Arabia Saudita
Il 19 maggio 2025 è stata diramata una lista preliminare di 56 calciatori, il 5 giugno successivo è stata annunciata la lista definitiva.
Commissario tecnico:  Hervé Renard
| N. | Pos. | Giocatore             | Data nascita (età)          | Pres. | Reti | Squadra      |
| -- | ---- | --------------------- | --------------------------- | ----- | ---- | ------------ |
| 1  | P    | Nawaf Al-Aqidi        | 10 maggio 2000 (25 anni)    | 9     | -10  | Al-Fateh     |
| 2  | D    | Muhannad Al-Shanqeeti | 12 marzo 1999 (26 anni)     | 4     | 0    | Al-Ittihad   |
| 3  | D    | Salem Al-Najdi        | 27 gennaio 2003 (22 anni)   | 0     | 0    | Al-Nassr     |
| 4  | D    | Abdulelah Al-Amri     | 15 gennaio 1997 (28 anni)   | 29    | 1    | Al-Ittihad   |
| 5  | D    | Abdullah Madu         | 15 luglio 1993 (31 anni)    | 16    | 0    | Al-Ettifaq   |
| 6  | C    | Ali Al-Hassan         | 4 marzo 1997 (28 anni)      | 14    | 1    | Al-Nassr     |
| 7  | C    | Mukhtar Ali           | 30 ottobre 1997 (27 anni)   | 13    | 0    | Al-Ettifaq   |
| 8  | A    | Marwan Al-Sahafi      | 17 febbraio 2004 (21 anni)  | 9     | 0    | Beerschot VA |
| 9  | A    | Firas Al-Buraikan     | 14 maggio 2000 (25 anni)    | 51    | 9    | Al-Ahli      |
| 10 | C    | Faisal Al-Ghamdi      | 13 agosto 2001 (23 anni)    | 15    | 1    | Beerschot VA |
| 11 | A    | Saleh Al-Shehri       | 1º novembre 1993 (31 anni)  | 40    | 16   | Al-Ittihad   |
| 12 | D    | Saud Abdulhamid       | 18 luglio 1999 (25 anni)    | 44    | 1    | Roma         |
| 13 | D    | Nawaf Boushal         | 16 settembre 1999 (25 anni) | 8     | 0    | Al-Nassr     |
| 14 | D    | Hassan Kadesh         | 27 settembre 1992 (32 anni) | 14    | 2    | Al-Ittihad   |
| 15 | C    | Ayman Yahya           | 14 maggio 2001 (24 anni)    | 15    | 0    | Al-Nassr     |
| 16 | C    | Ziyad Al-Johani       | 11 novembre 2001 (23 anni)  | 3     | 0    | Al-Ahli      |
| 17 | C    | Mohammed Bakor        | 8 aprile 2004 (21 anni)     | 0     | 0    | Al-Ahli      |
| 18 | C    | Muhannad Al-Saad      | 29 giugno 2003 (21 anni)    | 0     | 0    | Dunkerque    |
| 19 | C    | Turki Al-Ammar        | 23 settembre 1999 (25 anni) | 10    | 1    | Al-Qadisiya  |
| 20 | A    | Abdullah Al-Salem     | 19 dicembre 1992 (32 anni)  | 1     | 0    | Al-Khaleej   |
| 21 | P    | Abdulrahman Al-Sanbi  | 3 febbraio 2001 (24 anni)   | 0     | 0    | Al-Ahli      |
| 22 | P    | Ahmed Al-Kassar       | 8 maggio 1991 (34 anni)     | 8     | -7   | Al-Qadisiya  |
| 23 | C    | Ali Al-Asmari         | 12 gennaio 1997 (28 anni)   | 5     | 0    | Al-Ahli      |
| 24 | C    | Abdulrahman Al-Aboud  | 1º giugno 1995 (30 anni)    | 7     | 2    | Al-Ittihad   |
| 25 | C    | Hammam Al-Hammami     | 30 gennaio 2004 (21 anni)   | 0     | 0    | Al-Kholood   |
| 26 | D    | Ali Majrashi          | 1º ottobre 1999 (25 anni)   | 6     | 0    | Al-Ahli      |